# BBC Radio Cumbria

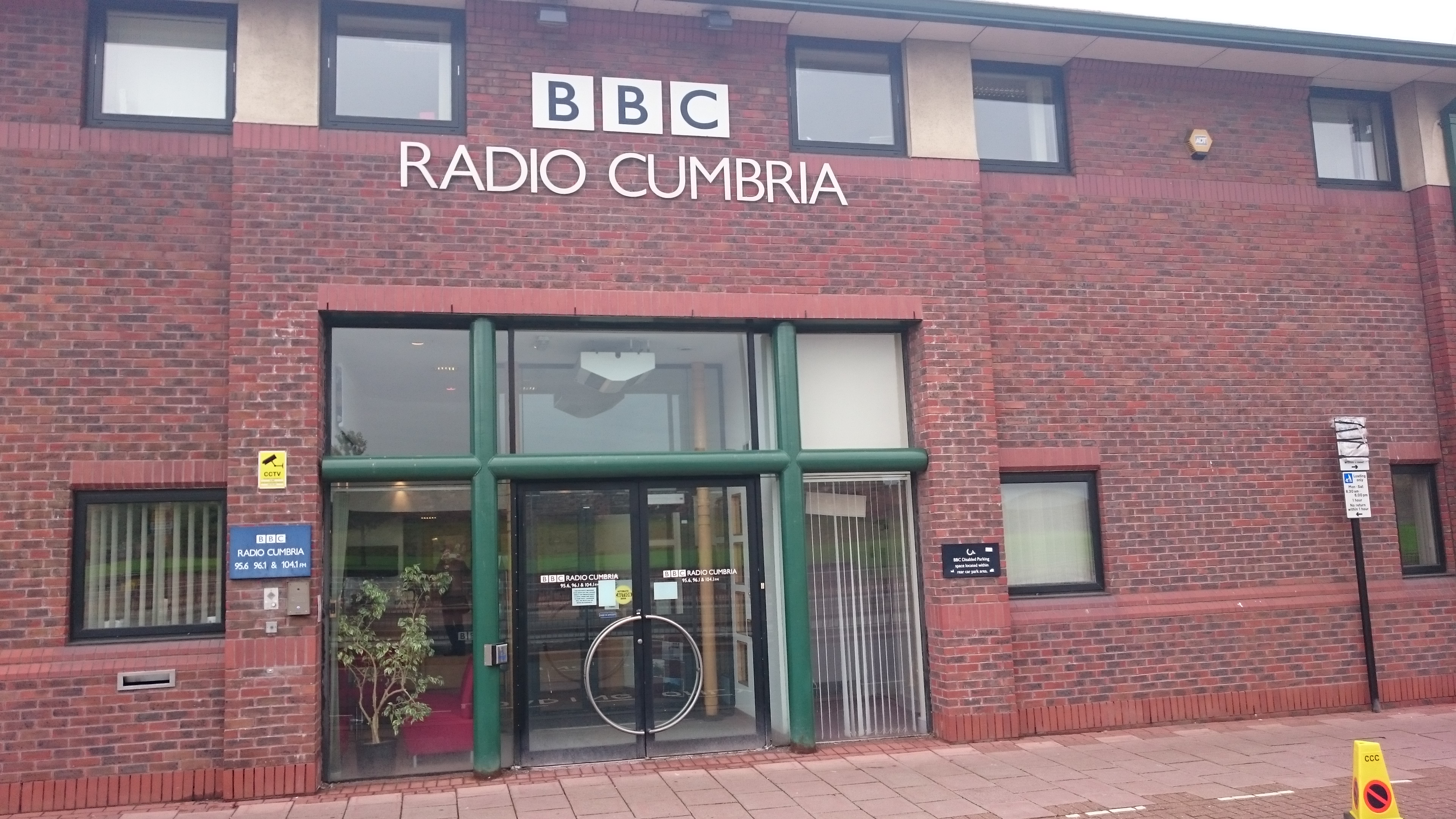
BBC Radio Cumbria, Carlisle

BBC Radio Cumbria es el servicio local de radio de la BBC para el condado inglés de Cumbria que transmite desde sus estudios en Carlisle.

## Historia
El condado de Cumbria, de la cual la estación toma su nombre actual, no se creó hasta 1974. Radio Cumbria comenzó su servicio el 24 de noviembre de 1973 como BBC Radio Carlisle, con recepción en la mayor parte del antiguo condado de Cumberland.
La estación adoptó su nombre actual, poco antes de su décimo aniversario, en mayo de 1982, cuando el servicio se amplió para cubrir la totalidad del condado administrativo de Cumbria, a saber:
- los antiguos condados de Cumberland y Westmorland
- el antiguo enclave de Lancashire "North of the Sands"
- la pequeña zona de la antigua West Riding de Yorkshire, alrededor de Sedbergh y Dent, que había sido trasladado de Yorkshire a Cumbria.